# Ледине Клањечке
Ледине Клањечке су насељено место у саставу града Клањца у Крапинско-загорској жупанији, Хрватска. До територијалне реорганизације у Хрватској налазиле су се у саставу старе општине Клањец.

## Становништво
На попису становништва 2011. године, Ледине Клањечке су имале 164 становника.

## Попис1991.
На попису становништва 1991. године, насељено место Ледине Клањечке је имало 220 становника, следећег националног састава:
| Попис 1991.‍ | Попис 1991.‍ | Попис 1991.‍ | Попис 1991.‍ | Попис 1991.‍ |
| ----------- | ----------- | ----------- | ----------- | ----------- |
|             |             |             |             |             |
| Хрвати      | Хрвати      |             | 217         | 98,63%      |
| Словенци    | Словенци    |             | 2           | 0,90%       |
| непознато   | непознато   |             | 1           | 0,45%       |
| укупно: 220 |             |             |             |             |